# Marshall, Texas
Marshall este o municipalitate, un oraș și sediul comitatului Harrison, statul Texas, Statele Unite ale Americii. Marshall, care avea circa 24.000 de locuitori (conform unei estimări din 2005 a United State Census Bureau), este situat în nord-estul statului Texas.

## Istoric
Orașul a fost întemeiat în anul 1841, fiind prin anii 1860 cel mai oraș din Texas. In timpul războiului civil american, aici au fost produse pentru armata Confederației, haine, munție, praf de pușcă și alte efective militare.

## Demografie
| Anul | Populație |
| ---- | --------- |
| 1980 | 24.921    |
| 1990 | 23.682    |
| 2000 | 23.935    |
| 2005 | 24.006    |

## Personalități marcante
- George Foreman, boxer
- Brea Grant, actor
- Susan Howard, actriță
- Alphonso Jackson, ministru american